# Eranno petersenae
Eranno petersenae är en ringmaskart som beskrevs av Ann B. Frame 1992. Eranno petersenae ingår i släktet Eranno och familjen Lumbrineridae. Inga underarter finns listade i Catalogue of Life.